# 李·米爾斯
李·米爾斯（英語：Lee Mears；1979年3月5日—）是一位已經退役英格蘭橄欖球運動員。他是英格蘭國家橄欖球隊的一員，代表英格蘭參加了2011年世界盃橄欖球賽。